# Baron Foley

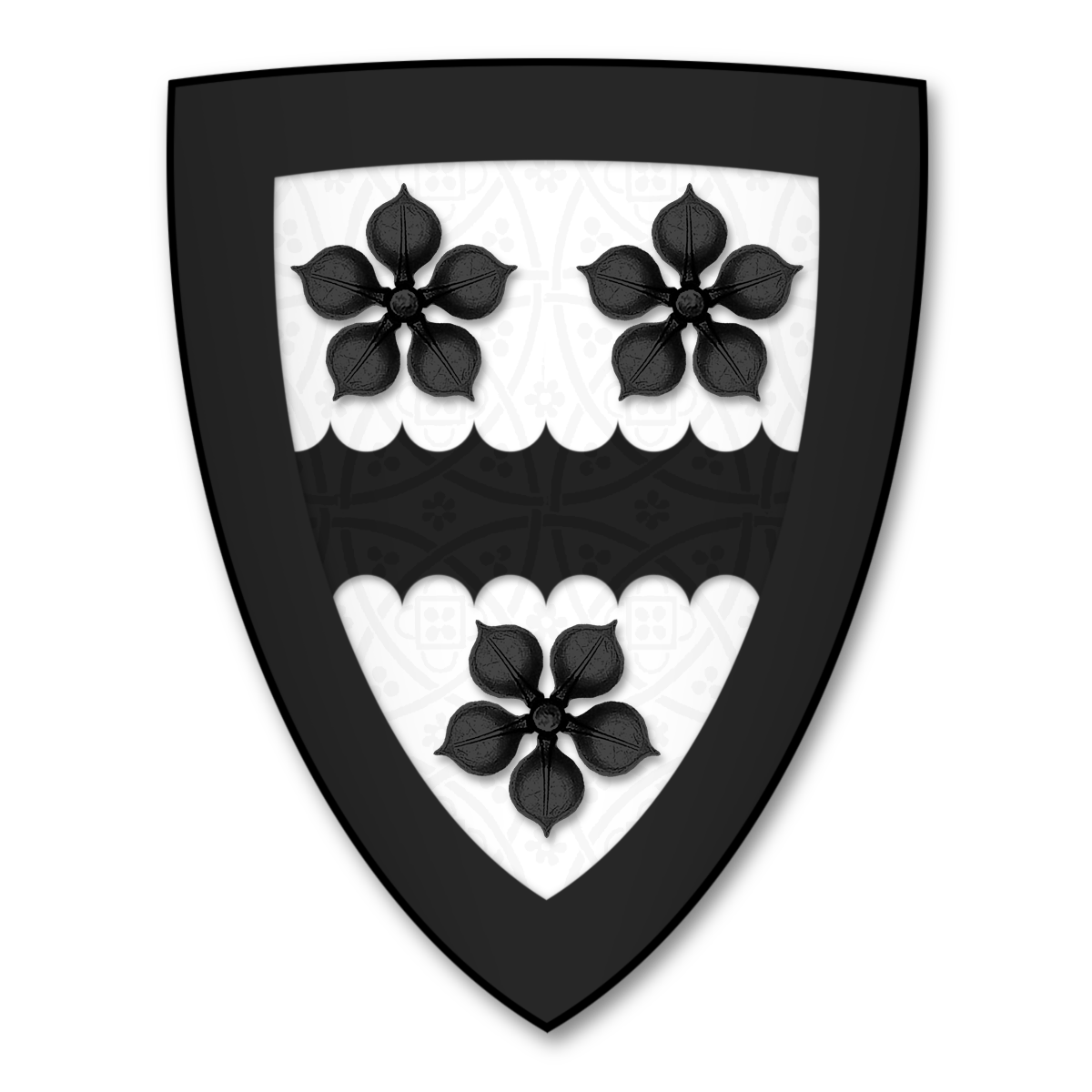
Wappen Barone Foley

Baron Foley, of Kidderminster in the County of Worcester, ist ein erblicher britischer Adelstitel, der zweimal in der Peerage of Great Britain geschaffen wurde.

## Verleihung

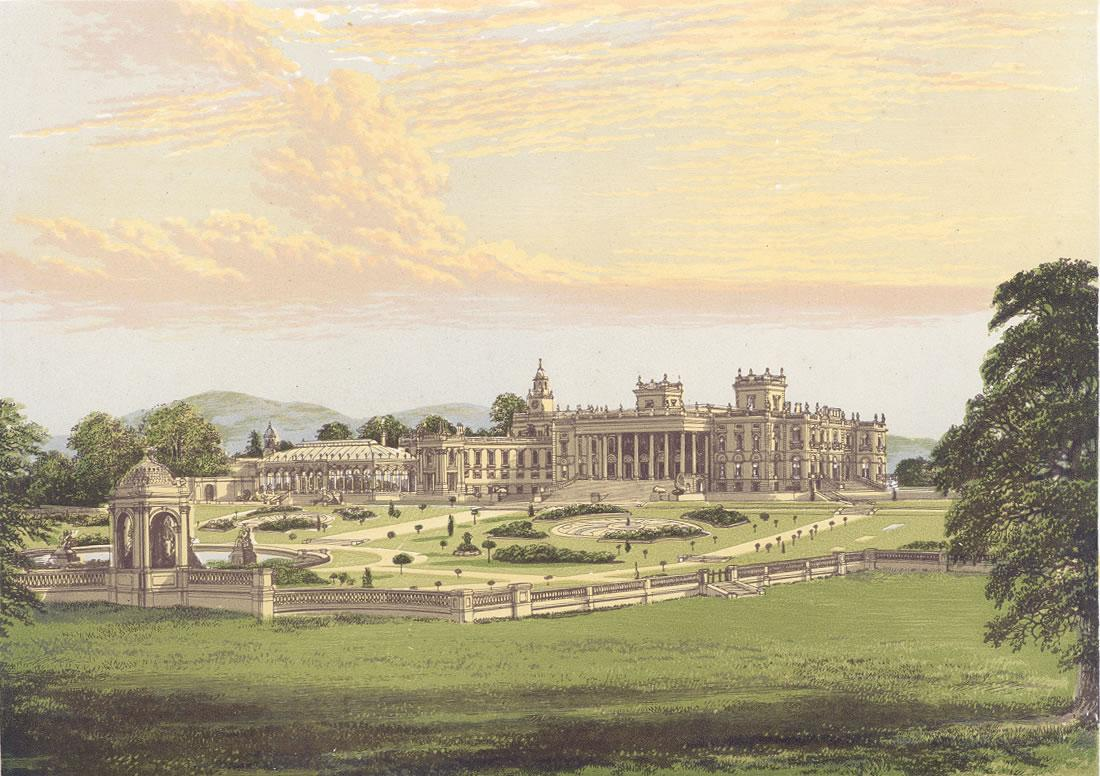
Witley Court

Der Titel wurde erstmals am 1. Januar 1712 für den Unterhausabgeordneten Thomas Foley geschaffen. Der Titel erlosch beim Tod seines Sohnes, des 2. Barons, am 8. Januar 1766.
In zweiter Verleihung wurde der Titel am 20. Mai 1776 Thomas Foley neu geschaffen. Er war ein Neffe dritten Grades des 2. Barons erster Verleihung. Heutiger Titelinhaber ist dessen Nachfahre Thomas Foley, 9. Baron Foley.
Historischer Familiensitz der Barone war Witley Court in Worcestershire.

## Liste der Barone Foley

### Barone Foley, erste Verleihung (1712)
- Thomas Foley, 1. Baron Foley (1673–1733)
- Thomas Foley, 2. Baron Foley (1703–1766)

### Barons Foley, zweite Verleihung (1776)
- Thomas Foley, 1. Baron Foley (1716–1777)
- Thomas Foley, 2. Baron Foley (1742–1793)
- Thomas Foley, 3. Baron Foley (1780–1833)
- Thomas Foley, 4. Baron Foley (1808–1869)
- Henry Foley, 5. Baron Foley (1850–1905)
- Fitzalan Foley, 6. Baron Foley (1852–1918)
- Gerald Foley, 7. Baron Foley (1898–1927)
- Adrian Foley, 8. Baron Foley (1923–2012)
- Thomas Foley, 9. Baron Foley (* 1961)

Mutmaßlicher Titelerbe (Heir Presumptive) ist der Cousin sechsten Grades des aktuellen Titelinhabers, Rupert Thomas Foley (* 1970).